# Platen-Affäre

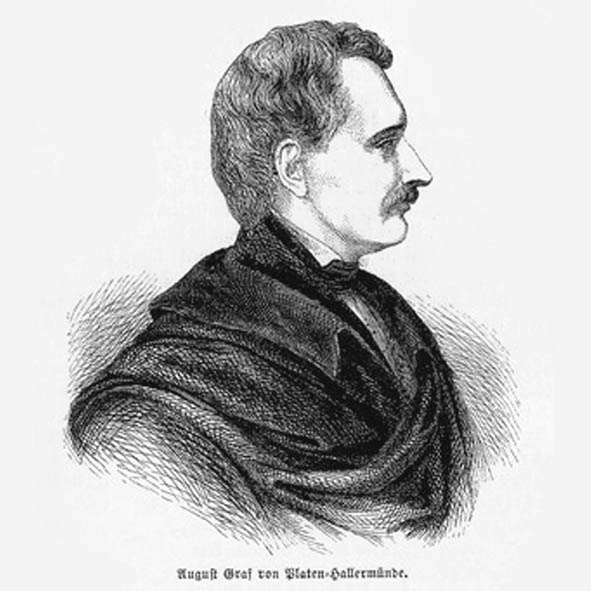
August Graf von Platen

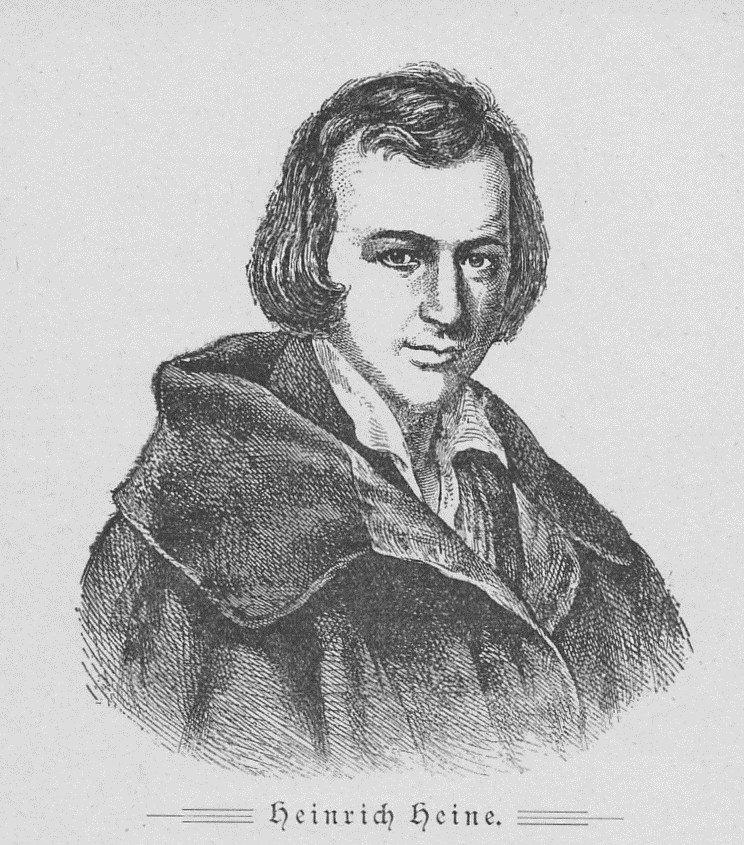
Heinrich Heine

Die Platen-Affäre war eine öffentliche Auseinandersetzung zwischen den Dichtern Heinrich Heine und August Graf von Platen und eine der heftigsten Kontroversen der deutschen Literaturgeschichte. Platen griff Heine wegen seines Judentums und Heine wiederum Platen wegen seiner Homosexualität an. Der Streit hatte zur Folge, dass beide Kontrahenten ins freiwillige Exil gingen.

## Auslöser
Auslöser der Affäre waren Xenien des Dichters Karl Immermann, in denen er die Orientmode in der Poesie verspottete, die in seinen Augen aus untauglichen Versuchen bestand, Goethes Lyrik aus dem West-östlichen Diwan nachzuahmen:

„Oestliche Poeten. 

Groß’ mérite ist es jetzo, nach Saadi’s Art zu girren, 

Doch mir scheint's égal gepudelt, ob wir östlich, westlich irren. 

Sonsten sang, bei’m Mondenscheine, Nachtigall seu Philomele; 

Wenn jetzt Bülbül flötet, scheint es mir denn doch dieselbe Kehle. 

Alter Dichter, du gemahnst mich, als wie Hameln’s Rattenfänger; 

Pfeifst nach Morgen, und es folgen all’ die lieben, kleinen Sänger. 

Aus Bequemlichkeit verehren sie die Kühe frommer Inden, 

Daß sie den Olympus mögen nächst in jedem Kuhstall finden. 

Von den Früchten, die sie aus dem Gartenhain von Schiras stehlen, 

Essen sie zu viel, die Armen, und vomiren dann Ghaselen.“

Immermanns Freund Heinrich Heine veröffentlichte diese Verse 1827 zustimmend im Anhang seiner Reisebilder. Zweiter Teil.

## Angriff Platens auf Heine
Platen, der sich bereits in seinen Frühwerken jener orientalischen Gedichtform zugewandt und 1821 einen Band Ghaselen sowie 1823 Neue Ghaselen veröffentlicht hatte, bezog die Kritik auf sich und verübelte Heine die Veröffentlichung der Epigramme. In seinem Lustspiel Der romantische Ödipus (1828) ließ er, als Anspielung auf Immermann, eine Figur namens Nimmermann auftreten. Heine, der von seinem Freund mit Petrarca verglichen worden war, griff er unter Bezug auf dessen jüdische Herkunft an. Er bezeichnete ihn als „den herrlichen Petrark des Lauberhüttenfestes“, unterstellte ihm „Synagogenstolz“ und dichtete ihm, antisemitische Klischees bedienend, „Knoblauchsgeruch“ an. Mit der Bemerkung, aus diesem Grund wolle er nicht Heines „Liebchen“ sein, brachte er selbst das Thema seiner Homosexualität ins Spiel.

## Reaktion Heines
Heine hatte sich 1825 protestantisch taufen lassen, um in den Staatsdienst treten zu können. Er bemühte sich gerade um eine  Professur an der Münchner Universität, als  Platens Lustspiel erschien. So sah er in den Angriffen eine Intrige gegen seine Pläne. An seinen Freund Varnhagen von Ense schrieb er später: „Als mich die Pfaffen in München zuerst angriffen, und mir den Juden aufs Tapet brachten, lachte ich – ich hielts für bloße Dummheit. Als ich aber System roch, als ich sah wie das lächerliche Spukbild almählig ein bedrohliches Vampier wurde, als ich die Absicht der Platenschen Satyre durchschaute, […] da gürtete ich meine Lende, und schlug so scharf als möglich, so schnell als möglich.“
Der Schlag erfolgte im 1830 erschienenen dritten Band der Reisebilder. Im letzten Kapitel der Bäder von Lukka nannte Heine den Grafen, dessen Homosexualität ihm bekannt war, einen „Dichter und warmen Freund“ und sparte nicht mit abfälligen Bemerkungen: Platen, den „nie ein Weib berührt“ habe, sei „mehr ein Mann von Steiß als ein Mann von Kopf“, eine „männliche Tribade“. Heine unterstellt Platen einen Mangel an echten Gefühlen und lebendigen Figuren in seinen Werken. Dies sei eine Folge seiner eigenen unterdrückten Gefühle und seiner Natur als „unfruchtbares Geschöpf“. Gelobt werde am Grafen seine „Zuvorkommenheit gegen Jüngere, bei denen er die Bescheidenheit selbst gewesen sei, indem er mit der liebreichsten Demuth ihre Erlaubniß erbeten, dann und wann zu ihnen auf’s Zimmer kommen zu dürfen“.

## Folgen und Reaktionen
Heines Bewerbung um die Professur scheiterte wegen dieser persönlichen Angriffe auf Platen endgültig. Der „Vernichtungskrieg“, wie er die Kontroverse einmal bezeichnete, beeinflusste auch seinen Entschluss, 1831 nach Paris überzusiedeln. Die Auseinandersetzung zeigte, dass  die Taufe auch zu dieser Zeit noch nicht den erhofften Schutz vor Anfeindungen und Diskriminierung bot und kein „Entre Billet zur Europäischen Kultur“ war, als die Heine sie einmal bezeichnet hatte.
Infolge der Affäre wählte auch Graf Platen das freiwillige Exil. Aus Italien, wo er sich seit 1826 aufhielt, kehrte er nicht mehr dauerhaft nach Deutschland zurück, wo er sich durch Heine unmöglich gemacht sah.
Zeitgenossen verübelten Heine die abfälligen Bemerkungen über Platens Homosexualität. Dagegen urteilte der Literaturkritiker Karl Herloßsohn 1830: „In der Art, wie Heine angegriffen wurde von Platen, lag auch schon die Art, wie er sich verteidigen musste.“ Demnach habe sich Heine lediglich derselben Waffen bedient, mit denen er angegriffen worden war.
Laut Goethes Sekretär und Vertrautem Johann Peter Eckermann, äußerte sich auch der in Immermanns Xenien angesprochene „alte Dichter“ über die Affäre:   

„Und wenn noch die bornierte Masse höhere Menschen verfolgte! Nein, ein Begabter und ein Talent verfolgt das andere. Platen ärgert Heine, und Heine Platen, und jeder sucht den andern schlecht und verhaßt zu machen, da doch zu einem friedlichen Hinleben und Hinwirken die Welt groß und weit genug ist, und jeder schon an seinem eigenen Talent einen Feind hat, der ihm hinlänglich zu schaffen macht.“